# ليفينغ سبرينغز
ليفينغ سبرينغز ، هو نادي كرة قدم نيجيري وهو نادي أساسي في نيجيريا. وتأسس عام 1996 ويقع مقره في مدينة أوسوغبو ويلعب مبارياته في ملعب المدينة الذي يتسع لنحو 10,000 متفرج.